# Félicien Tramel
Pour les articles homonymes, voir Trammell.
Félicien Tramel usuellement Tramel, de son vrai nom Antoine Félicien Martel, est un chanteur et acteur français, né le 18 avril 1880 à La Crau (Var) et mort le 11 janvier 1948 dans le 16e arrondissement de Paris.

## Biographie
Ami de jeunesse de Raimu, Antoine Félicien Martel se choisit Tramel comme nom de scène et use du registre comique pour lancer sa carrière.
Il débute à Toulon, en 1900, comme chanteur de genre, chanteur comique ou en duo avec son comparse Zetto, jongleur, puis il parcourt les cafés-concerts de France et d'Algérie en interprétant le genre Mayol. En 1905, il part faire une tournée au Brésil où il séjourne un an, puis il revient en France où il crée au théâtre des Nouveautés de Toulouse un genre original et personnel avec lequel il se produit à partir de 1907. Son camarade Mayol l'engage alors pour participer à la partie introductive de son concert, à l'occasion aux côtés de Raimu, plusieurs saisons de suite,.
Il joue ensuite aux Folies-Bergère et, comme la plupart des artistes de cabarets et de revues à l'époque, simultanément dans de nombreux autres lieux comme le Petit Casino, le Casino de Paris, le café des Ambassadeurs, l'Alcazar d'Eté où il tient certains des rôles principaux des Revues qui sont montées dans ces établissements.
Contrairement à ce qu'affirme son producteur et ami Oscar Dufrenne dans la biographie des prospectus de ses spectacles, Tramel ne semble pas avoir été permanent à l'Alhambra à cette époque ni avoir rencontré un succès "parisien" dès 1907, seul et sans l'aide de Mayol.
Il est mobilisé en 1914 alors qu'il joue aux Folies-Marigny,. Démobilisé en 1919, il est engagé à l'Eldorado pour travailler avec les auteurs Georges de La Fouchardière et André Mouëzy-Éon à une adaptation théâtrale de leur roman policier humoristique à succès Le Crime du Bouif (1914). La pièce Le Crime du Bouif est créée le 4 février 1921 avec Tramel dans le rôle principal.
Cette pièce que Tramel dit avoir jouée 700 fois a effectivement rencontré un énorme succès à l'époque: elle a été jouée trois années de suite avec parfois plusieurs représentations quotidiennes et a fait l'objet d'une tournée européenne. Cette pièce sera déclinée en plusieurs tournées qui se produiront simultanément en France, notamment celle de l'acteur Dranem qui rencontrera elle aussi un grand succès populaire.
C'est au cours de ces représentations que le metteur en scène Henri Pouctal l'engage pour en tourner une adaptation cinématographique. Le film Le Crime du Bouif reçoit un bon accueil. Une dizaine de films suivra, et le succès que rencontre ce roman et ses nombreuses adaptations apporte une grande popularité à Georges de la Fouchardière ainsi qu'à Tramel et à Dranem dont les apparitions publiques sont régulièrement spectacularisées,,.
Les quatre premiers films de cette série, réalisés entre 1921 et 1926, Le Crime du Bouif, La Résurrection du Bouif, Le Filon du Bouif et Son Excellence le Bouif, ne sont pas une adaptation rigoureuse des épisodes, plus nombreux, de la série de Georges de la Fouchardière.
Felicien Martel participera aux autres opus de la série jusqu'en 1935, ainsi qu'à la reprise en 1933 du premier opus qui est réalisée par André Berthomieu et dans laquelle il conserve le même rôle.
Antoine Félicien Martel apparait dans un peu plus d'une cinquantaine de films, dont L'Idiot de Georges Lampin (1946) où il joue l'un de ses derniers rôles.
Il a été marié au Lavandou en 1940 à l'actrice Sonia Gobar.

## Filmographie
- 1911 : La Femme-cochère d'Henri Desfontaines
- 1921 : Le crime du Bouif d'Henri Pouctal : Alfred Bicard dit le Bouif
- 1922 : La Résurrection du Bouif d'Henri Pouctal : Alfred Bicard dit le Bouif, février
- 1922 : Le Filon du Bouif de Louis Osmont : Alfred Bicard dit le Bouif
- 1923 : Son Excellence le Bouif de Louis Osmont : Alfred Bicard  dit le Bouif
- 1924 : Enfants de Paris (film, 1924)|Enfants de Paris d'Albert-Francis Bertoni
- 1926 : L'Orphelin du cirque de Georges Lannes, diffusion épisodique[21]
- 1926 : Le Bouif errant de René Hervil : Alfred Bicard dit le Bouif
- 1927 : Le Sous-marin de cristal de Marcel Vandal
- 1927 : Le Mystère de la tour Eiffel de Julien Duvivier
- 1929 : La Meilleure Maîtresse de René Hervil
- 1931 : L'Anglais tel qu'on le parle de Robert Boudrioz
- 1931 : La Fille du Bouif de René Bessy : Alfred Bicard dit le Bouif
- 1931 : Le Bouif au salon de Louis Mercanton (court métrage) : Alfred Bicard dit le Bouif
- 1931 : La Malle de Louis Mercanton (court métrage)
- 1931 : Le Seul Bandit du village de Robert Bossis (court métrage)
- 1932 : Le Crime du Bouif d'André Berthomieu : Alfred Bicard dit le Bouif
- 1932 : Cognasse de Louis Mercanton, scénario de Rip
- 1932 : Le Chasseur de chez Maxim's de Karl Anton
- 1932 : Barranco Ldt d'André Berthomieu
- 1933 : Crainquebille de Jacques de Baroncelli
- 1933 : Faut réparer Sophie d'Alexandre Ryder
- 1933 : Plein aux as de Jacques Houssin
- 1934 : Le Père Lampion de Christian-Jaque
- 1934 : Un bœuf sur la langue de Christian-Jaque (court métrage)
- 1935 : Le Bouif chez les pur-sang de Léo Joannon (court métrage) : Alfred Bicard dit le Bouif
- 1935 : Voyage d'agrément de Christian-Jaque
- 1935 : Le Père La Cerise de Robert Péguy (court métrage)
- 1936 : Mes tantes et moi de Yvan Noé
- 1936 : Trois, six, neuf de Raymond Rouleau
- 1937 : Le Fraudeur de Léopold Simons
- 1937 : Mon député et sa femme de Maurice Cammage
- 1937 : Le concierge revient de suite de Fernand Rivers (court métrage)
- 1938 : L'Entraîneuse d'Albert Valentin
- 1939 : Visages de femmes de René Guissart
- 1939 : L'Héritier des Mondésir d'Albert Valentin
- 1939 : Dernière Jeunesse de Jeff Musso
- 1939 : L'Homme qui cherche la vérité d'Alexandre Esway
- 1940 : La Fille du puisatier de Marcel Pagnol
- 1940 : L'An 40 de Fernand Rivers
- 1941 : Un chapeau de paille d'Italie de Maurice Cammage
- 1941 : Une vie de chien de Maurice Cammage
- 1941 : Les Petits Riens de Raymond Leboursier
- 1941 : Les deux timides d'Yves Allégret
- 1942 : L'Inévitable Monsieur Dubois de Pierre Billon
- 1943 : Le Mistral de Jacques Houssin : Florentin
- 1942 : Retour de flamme d'Henri Fescourt
- 1943 : La Cavalcade des heures d'Yvan Noé
- 1943 : Feu Nicolas de Jacques Houssin
- 1945 : Les J3 de Roger Richebé
- 1945 : L'Idiot de Georges Lampin
- 1946 : Parade du rire de Roger Verdier
- 1946 : Désarroi de Robert-Paul Dagan
- 1946 : En êtes-vous bien sûr ? de Jacques Houssin
- 1946 : Dernier Refuge de Marc Maurette
- 1947 : Miroir de Raymond Lamy

## Théâtre
- 1921 : Le Crime du Bouif de Georges de la Fouchardière, l'Eldorado, février
- 1923 : La fille du Bouif de Georges de la Fouchardière,  l'Eldorado, avril, scénettes
- 1924 : Le Million du Bouif de Georges de la Fouchardière, opérette en trois actes, musique par Édouard Mathé)
- 1931, La femme du chef de gare, co-écrit avec Léon Belières[22]
- Plein aux as d'Henry Kistemaeckers, Théâtre de l'Ambigu
- Le Père Lampion de Jean Kolb et Léon Belières, Théâtre de l'Ambigu
- 1936 : Tout va trop bien revue de Rip, Théâtre des Nouveautés

## Discographie
- Le Misanthrope, chanson enregistrée
- Méfiez vous de l'amour, Fantaisie comique, chanson enregistrée

### Feuillets-partitions des prestations de Revues
A l'époque, les numéros d'une revue sont joués - on dit créés - par plusieurs interprètes dans différents lieux et sont publiés et vendus au public sous forme de petites affichettes au dos desquelles est imprimé la partition de l'air ou le texte de la causerie.
Les partitions qui suivent sont donc de Tramel, ou bien interprétées par Tramel.
C'est la popularité de certaines versions qui donne lieu à un enregistrement en 78 tours de leurs interprètes, quels que soient les interprètes originaux.

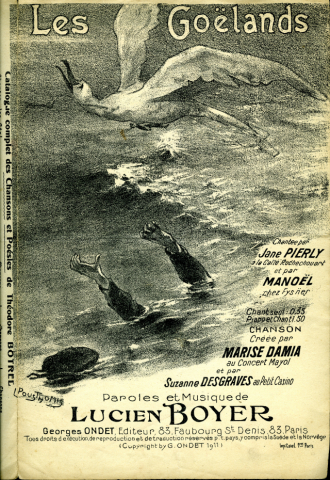
Un exemple d'un feuillet-partition qui promeut plusieurs interprètes

- Ca m'amuse! Ca m'amuse, monologue de la revue Mayol, Albert Valsien et son orchestre
- Comme un p'tit suisse, Chanson de la revue à l'Alhambra
- Conférence sur l'os, monologue de la revue Mayol
- Explication des songes, monologue de la revue Mayol
- Ils n'passeront pas...!, monologue au Petit Casino
- J'irai pas à son enterrement!, chansonnette de la revue à l'Eldorado
- Je suis un tendre, de André Mouëzy-Éon, tirée de Plein aux as, présentée au Nouvel Ambigu
- Poli avec les femmes, Chansonnette monologue
- Quand h on h aime, Chansonnette au Petit Casino
- T'es qu'un méchant!, Cri poussé au Concert Mayol à l'ami Raimu
- Ah! Que c'est bon, tiré de Le Chasseur de chez Maxim's
- A bas canards, tiré de Les J3
- Je suis fâché!, monologue de la revue à l'Eldorado
- Ah! Les impôts!", Récriminations poussées par Tramel et tous les comiques
- Gentleman-Highlander, Chanson franco-anglaise au Concert Mayol
- Le tambour du faubourg, Chanson au Concert Mayol
- Enl'vez votr' chapeau!, cri populaire lancé au Concert-Parisien
- Je respecte ma concierge, monologue créé au Petit Casino
- La vie... La mort, monologue au Petit Casino
- Pieux souvenirs (souvenirs de pieu), élucubration littéraire
- Aglaé!
- La tangomanie, chanson comique avec parlé de la revue à l'Eldorado
- C'était une espagnole, chansonnette au Concert-Parisien
- L'avant dernier tango ou  Le tango dinguo, Musique d'Albert Valsien, à la revue du Point d'orgue
- La môme aux yeux verts, chanson comique
- Dans sa p'tite mansarde, élucubration littéraire
- Je suis les américains, défilé exécuté

### 78 tours Odéon
- 1927 : Pas verni, décembre, référence Odéon 166.054
- 1927 : J'ai peur de l'user, décembre, référence Odéon 166.054
- 1927 : Mon jour de veine, référence Odéon 166.055
- 1927 : J'ai tous les bonheurs, référence Odéon 166.055
- 1929 : Léon de Gonfaron première et deuxième parties, Monologue comique, référence Odéon 166.161
- 1930 : Mais elle est revenue, chansonnette, orchestre André Cadou, référence Odéon 166.302
- 1930 : Y' n' savait pas, ou C'était un gosse, orchestre André Cadou, référence Odéon 166.302
- 1930 : Léo ,Léa , Elie, mai, orchestre André Cadou, référence Odéon 166.303
- 1930 : Un million, octobre, orchestre André Cadou, référence Odéon 166.358
- 1930 : J'ai ma combine, référence Odéon 166.374
- 1930 : C'est pour mon papa, référence Odéon 166.374
- 1931 : Mes maudits maux d'reins, orchestre André Cadou, référence Odéon 166.433
- 1931 : Que faire ?... Que faire ?..., Albert Valsien et son orchestre, référence Odéon 166.456
- 1931 : Devinette musicale, Albert Valsien et son orchestre, référence Odéon 166.456
- 1931 : La crème des hommes, Albert Valsien et son orchestre, référence Odéon 166.458
- 1931 : La môme Biclo, Albert Valsien et son orchestre, référence Odéon 166.458
- 1931 : T'en fais pas Bouboule, Albert Valsien et son orchestre, référence Odéon 166.480
- 1931 : Y m'faut mon patelin, Albert Valsien et son orchestre, référence Odéon 166.480
- 1932 : J'm'en balance, 26 octobre, référence Odéon 166.580
- 1932 : On se demande pourquoi, 26 octobre, référence Odéon 250.580

### 78 tours Pathé
- Madame Pinatel au dancing, monologue marseillais, référence Pathé 3837
- L'homme du jardin des plantes, monologue monologue, référence Pathé 3837
- Léon de Gonfaron première et deuxième parties, Monologue comique, référence Pathé 3838
- Ah ! Que l'amour..., Albert Valsien et son orchestre, référence Pathé 3786
- Les yeux miteux, Chanson ophtalmique, référence Pathé 3787
- Dans la marmite, ou La soupe aux choux, Chanson nationale, référence Pathé 3787
- 1916: Je suis nerveux, référence Pathé 4662
- 1916: Je m'taime t'y, référence Pathé 4662
- Habitation au bon marché, monologue, référence Pathé 4815

### Restaurations Marianne Melodie
- Salade cacophonique, Albert Valsien et son orchestre
- Le sang du midi
- Les suites d'un premier lit
- C'est pas toujours rigolo d'avoir d'l'argent, tiré de Barranco Ldt.
- Quand ça veut sourire, tiré de Les as du turf